# Mortoniella hodgesi
Mortoniella hodgesi är en nattsländeart som beskrevs av Oliver S. Flint Jr. 1963. Mortoniella hodgesi ingår i släktet Mortoniella och familjen stenhusnattsländor. Inga underarter finns listade i Catalogue of Life.